# Mandala (symbol)

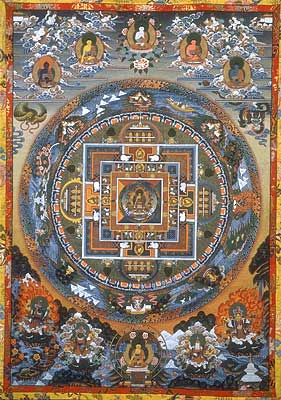
Mandala

Mandala (sans. मण्डल maṇḍala, koło, łuk; chiń. màntúluó 曼荼羅; kor. mandara 만다라; jap. mandara 曼荼羅; wiet. Mạn-đà-la; tyb. དཀྱིལ་འཁོར།, Wylie dkyil 'khor) – motyw artystyczny występujący głównie w sztuce buddyzmu tantrycznego, gdzie jego tworzenie, a następnie niszczenie (jako droga transformacji praktykującego) jest uważane za rodzaj medytacji i ma duże znaczenie religijne.
Mandala buddyjska to harmonijne połączenie koła i kwadratu, gdzie koło jest symbolem nieba, transcendencji, zewnętrzności i nieskończoności, natomiast kwadrat przedstawia sferę wewnętrzności, tego co jest związane z człowiekiem i ziemią. Obie figury łączy punkt centralny, który jest zarówno początkiem, jak i końcem całego układu. Istnieją różne rodzaje mandali. Są mandale oczyszczające, występują też mandale wzmacniające określone cechy lub poszczególne obszary ludzkiego życia. W najszerszym znaczeniu mandale są diagramami, które ukazują w jaki sposób chaos przybiera harmonijną formę.

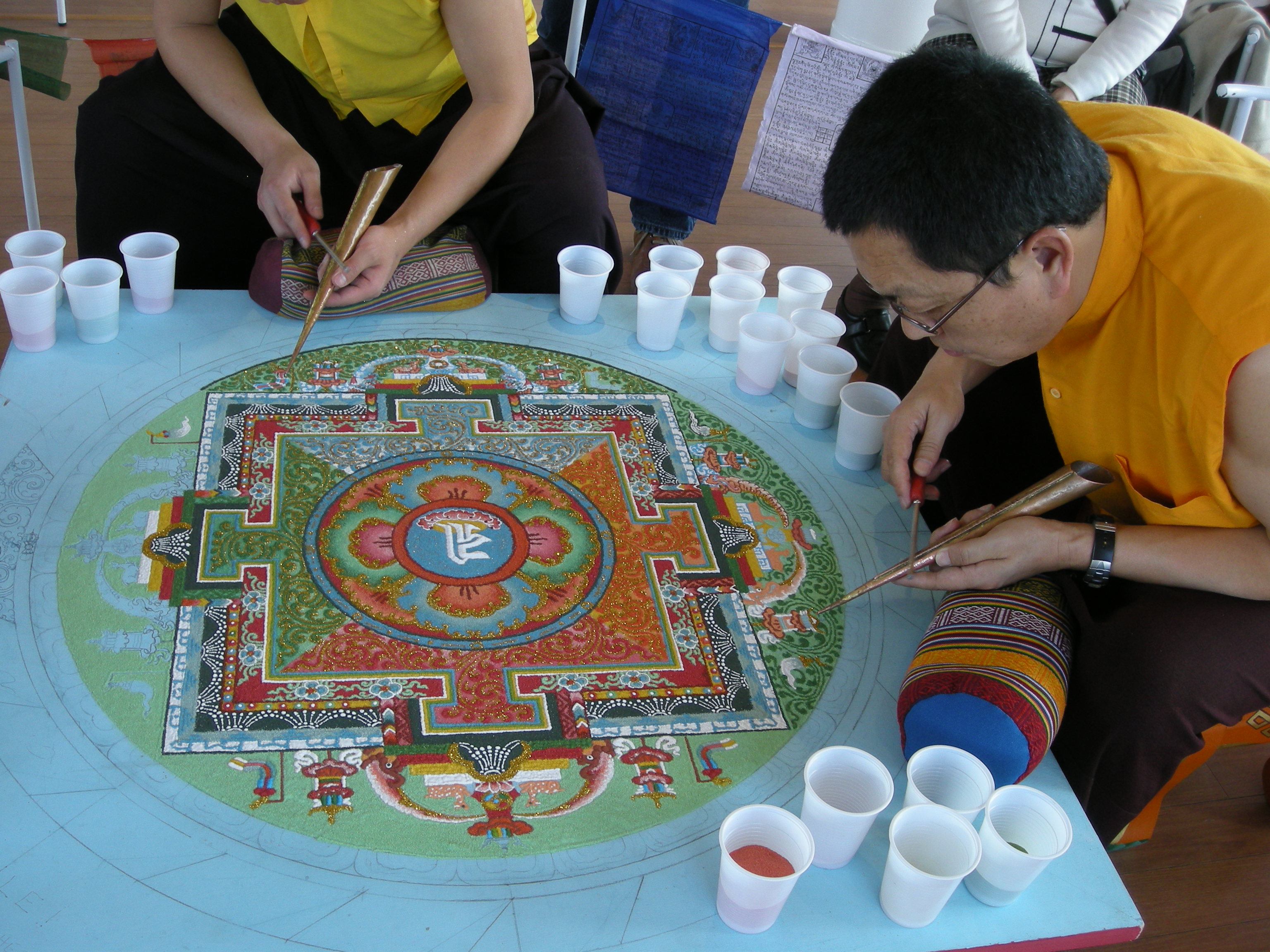
Przygotowanie mandali z piasku

W buddyzmie mandala przede wszystkim ma zastosowania do celów związanych z praktyką wadżrajany, gdzie najpełniejsze jej wykorzystanie jest w tantrach jogi najwyższej. Na widocznych obrazkach przedstawione są tylko schematy mandal w formie rzutów poziomych. Na podstawie danego schematu, jeżeli otrzymało się stosowną inicjację, wizualizuje się formę przestrzenną mandali, tak jakby znajdowało się w jej środku niczym w pałacu z otaczającym go terenem, a samemu przybiera się formę jidama, charakterystyczną dla tej określonej mandali. Należy zaznaczyć, że cała forma tego pałacu, terenu i jidama służy rozwojowi medytacyjnego skupienia w celu przygotowania do bardziej zaawansowanych praktyk tantrach jogi najwyższej, a same wizualizacje wykonuje się w zgodzie z teorią buddyjską, np. na temat „pustości” wszystkich przejawień zwanej Siunjata oraz ustnymi pouczeniami od odpowiednio wykwalifikowanego mistrza.